# اسدآباد (جرقویه)
اسدآباد (جرقویه)، روستایی از توابع بخش جرقویه علیا شهرستان جرقویه در استان اصفهان ایران است.

## جمعیت
این روستا در دهستان رامشه قرار دارد و براساس سرشماری مرکز آمار ایران در سال ۱۳۸۵، جمعیت آن ۵۲ نفر (۱۲خانوار) بوده‌است.